# Харрис, Тайаша
Тайаша Перл Дезире Харрис (англ. Tyasha Pearl Desiree Harris; род. 1 мая 1998 года, Ист-Лансинг, Мичиган, США) — американская профессиональная баскетболистка, выступает в женской национальной баскетбольной ассоциации за команду «Даллас Уингз», которой она была выбрана на драфте ВНБА 2020 года в первом раунде под общим седьмым номером. Играет на позиции разыгрывающего защитника.

## Ранние годы
Тайаша родилась 1 мая 1998 года в городе Ист-Лансинг (штат Мичиган) в семье Брюса Харриса и Шеннон Грир, у неё есть брат, Брюс, и две сестры, Талия и Тамара, а училась она в городе Индианаполис (штат Индиана) в христианской школе Херитейдж, в которой выступала за местную баскетбольную команду.